# Renault R.S.16
Der Renault R.S.16 ist der Formel-1-Rennwagen des Renault F1 Teams für die Formel-1-Weltmeisterschaft 2016. Er ist der 21. Formel-1-Rennwagen von Renault. Der Wagen wurde am 22. Februar 2016 auf dem Circuit de Barcelona-Catalunya der Öffentlichkeit präsentiert.

## Technik und Entwicklung
Der R.S.16 ist das Nachfolgemodell des Lotus E23 Hybrid und wird von einem 1,6-Liter-V6-Motor von Renault mit einem Turbolader angetrieben. Der Wagen unterscheidet sich optisch kaum vom Vorgängermodell, die größten Unterschiede sind die größeren Seitenkästen, deren Verwendung wegen des größeren Kühlbedarfs des Renault-Motors im Vergleich zum Mercedes-Motor des E23 Hybrid notwendig ist.

## Lackierung und Sponsoring
Der R.S.16 war bei der Präsentation und den Testfahrten vor der Saison in Schwarz lackiert, dazu gab es kleinere gelbe Farbakzente. Neben großen Sponsorenaufkleber von Renault waren weiße Schriftzüge von Infiniti, Microsoft Dynamics, Jack & Jones, Total und EMC Corporation auf dem Fahrzeug vorhanden. Zudem wirbt Genii Capital, der vorherige Besitzer und nun Anteilseigner des Teams, mit seinem Schriftzug auf der oberen Strebe der Vorderradaufhängung und der Motorenabdeckung.
Renault stellte kurz vor dem Großen Preis von Australien das endgültige Farbdesign vor. In Anlehnung an den Renault RS01 ist das Fahrzeug gelb lackiert, Front- und Heckflügel sind Schwarz.

## Fahrer
Renault tritt 2016 mit dem Fahrerduo Kevin Magnussen und Jolyon Palmer an. Der ursprünglich als Stammpilot bestätigte Pastor Maldonado verlor kurz vor Saisonbeginn sein Cockpit, da sein Sponsor Petróleos de Venezuela wegen der gesunkenen Ölpreise in wirtschaftliche Schwierigkeiten gekommen war.

## Saison 2016
Das Fahrzeug litt sehr darunter, dass Renault das Vorgängerteam Lotus erst zu einem sehr späten Zeitpunkt übernommen hatte, und die Entwicklung des Wagens, der eigentlich mit einem Mercedes-Motor antreten sollte, daher bereits weit fortgeschritten war.
Die Fahrer befanden sich meist im hinteren Mittelfeld und erreichten lediglich drei Punkteplatzierungen. Damit lag Renault am Saisonende auf dem neunten Platz in der Konstrukteurswertung.

## Ergebnisse
| Fahrer                          | Nr.                             | 1  | 2   | 3  | 4  | 5  | 6   | 7   | 8  | 9  | 10  | 11 | 12 | 13  | 14  | 15 | 16  | 17 | 18 | 19 | 20  | 21  | Punkte | Rang |
| ------------------------------- | ------------------------------- | -- | --- | -- | -- | -- | --- | --- | -- | -- | --- | -- | -- | --- | --- | -- | --- | -- | -- | -- | --- | --- | ------ | ---- |
| Formel-1-Weltmeisterschaft 2016 | Formel-1-Weltmeisterschaft 2016 |    |     |    |    |    |     |     |    |    |     |    |    |     |     |    |     |    |    |    |     |     | 8      | 9.   |
| K. Magnussen                    | 20                              | 12 | 11  | 17 | 7  | 15 | DNF | 16  | 14 | 14 | 17* | 15 | 16 | DNF | 17  | 10 | DNF | 14 | 12 | 17 | 14  | DNF | 8      | 9.   |
| J. Palmer                       | 30                              | 11 | DNS | 22 | 13 | 13 | DNF | DNF | 15 | 12 | DNF | 12 | 19 | 15  | DNF | 15 | 10  | 12 | 13 | 14 | DNF | 17  | 8      | 9.   |

| Legende  | Legende            | Legende                                                          |
| Farbe    | Abkürzung          | Bedeutung                                                        |
| -------- | ------------------ | ---------------------------------------------------------------- |
| Gold     | –                  | Sieg                                                             |
| Silber   | –                  | 2. Platz                                                         |
| Bronze   | –                  | 3. Platz                                                         |
| Grün     | –                  | Platzierung in den Punkten                                       |
| Blau     | –                  | Klassifiziert außerhalb der Punkteränge                          |
| Violett  | DNF                | Rennen nicht beendet (did not finish)                            |
| Violett  | NC                 | nicht klassifiziert (not classified)                             |
| Rot      | DNQ                | nicht qualifiziert (did not qualify)                             |
| Rot      | DNPQ               | in Vorqualifikation gescheitert (did not pre-qualify)            |
| Schwarz  | DSQ                | disqualifiziert (disqualified)                                   |
| Weiß     | DNS                | nicht am Start (did not start)                                   |
| Weiß     | WD                 | zurückgezogen (withdrawn)                                        |
| Hellblau | PO                 | nur am Training teilgenommen (practiced only)                    |
| Hellblau | TD                 | Freitags-Testfahrer (test driver)                                |
| ohne     | DNP                | nicht am Training teilgenommen (did not practice)                |
| ohne     | INJ                | verletzt oder krank (injured)                                    |
| ohne     | EX                 | ausgeschlossen (excluded)                                        |
| ohne     | DNA                | nicht erschienen (did not arrive)                                |
| ohne     | C                  | Rennen abgesagt (cancelled)                                      |
| ohne     | keine WM-Teilnahme |                                                                  |
| sonstige | P/fett             | Pole-Position                                                    |
| sonstige | 1/2/3/4/5/6/7/8    | Punktplatzierung im Sprint-/Qualifikationsrennen                 |
| sonstige | SR/kursiv          | Schnellste Rennrunde                                             |
| sonstige | *                  | nicht im Ziel, aufgrund der zurückgelegten Distanz aber gewertet |
| sonstige | ()                 | Streichresultate                                                 |
| sonstige | unterstrichen      | Führender in der Gesamtwertung                                   |